# Liste der Stolpersteine in Bruchhausen-Vilsen
Die Liste der Stolpersteine in Bruchhausen-Vilsen enthält alle Stolpersteine, die im Rahmen des gleichnamigen Projekts von Gunter Demnig in Bruchhausen-Vilsen verlegt wurden. Mit ihnen soll an Opfer des Nationalsozialismus erinnert werden, die in Bruchhausen-Vilsen lebten und wirkten.

## Verlegte Stolpersteine
| Bild | Person, Inschrift | Adresse                  | Verlege- datum | Weitere Informationen |
| ---- | --- | ------------------------ | -------------- | --------------------- |
|      | Hier wohnte Henny Meyer Jg. 1852 gedemütigt/entrechtet tot 16.5.1938                                                     | Bruchhöfener Straße 16 · | 25. Juni 2020  |                       |
|      | Hier wohnte Friederike Meyer Jg. 1858 deportiert 1942 Theresienstadt ermordet 14.11.1942                                 | Bruchhöfener Straße 16 · | 25. Juni 2020  |                       |
|      | Hier wohnte Emil Lindenberg Jg. 1874 deportiert 1942 Theresienstadt ermordet 22.11.1942                                  | Engelbergplatz 3 ·       | 25. Juni 2020  |                       |
|      | Hier wohnte Gertrud Lindenberg Jg. 1916 mit Hilfe Flucht 1933 USA                                                        | Engelbergplatz 3 ·       | 25. Juni 2020  |                       |
|      | Hier wohnte Magarethe 'Grete' Lindenberg geb. Lewin Jg. 1878 deportiert 1942 Theresienstadt ermordet 31.8.1942           | Engelbergplatz 3 ·       | 25. Juni 2020  |                       |
|      | Hier wohnte Georg Salomon Jg. 1897 'Schutzhaft’ 1938 Buchenwald deportiert 1942 Ghetto Warschau 1945 Buchenwald ermordet | Brautstraße 1 ·          | 25. Juni 2020  |                       |
|      | Hier wohnte Margarethe 'Grete' Salomon geb. Wolff Jg. 1893 deportiert 1942 Ghetto Warschau ermordet                      | Brautstraße 1 ·          | 25. Juni 2020  |                       |
|      | Hier wohnte Edith Salomon Jg. 1925 deportiert 1942 Ghetto Warschau ermordet                                              | Brautstraße 1 ·          | 22. Apr. 2022  |                       |
|      | Hier wohnte Inge Salomon Jg. 1927 deportiert 1942 Ghetto Warschau ermordet                                               | Brautstraße 1 ·          | 22. Apr. 2022  |                       |
|      | Hier wohnte Max Hanau Jg. 1886 deportiert 1941 Riga ermordet                                                             | Bahnhofstraße 36 ·       | 25. Juni 2020  |                       |
|      | Hier wohnte Irma Hanau geb. Mannheimer Jg. 1897 deportiert 1941 Riga 1944 Stutthof ermordet                              | Bahnhofstraße 36 ·       | 25. Juni 2020  |                       |
|      | Hier wohnte Yvonne Hanau verh. Ehrlich Jg. 1921 deportiert 1941 Riga 1944 Stutthof ermordet                              | Bahnhofstraße 36 ·       | 22. Apr. 2022  |                       |
|      | Hier wohnte Herbert Hanau Jg. 1922 deportiert 1941 Riga Riga-Salaspils Fluchtversuch ermordet                            | Bahnhofstraße 36 ·       | 22. Apr. 2022  |                       |
|      | Hier wohnte Erich Hanau Jg. 1923 deportiert 1941 Riga Riga-Salaspils Fluchtversuch hingerichtet 2. 1. 1942               | Bahnhofstraße 36 ·       | 22. Apr. 2022  |                       |
|      | Hier wohnte Ilse Hanau Jg. 1925 deportiert 1941 Riga 1944 Stutthof ermordet 10. 1. 1945                                  | Bahnhofstraße 36 ·       | 22. Apr. 2022  |                       |
|      | Hier wohnte Franziska Mannheimer Jg. 1873 deportiert 1941 Riga ermordet                                                  | Bahnhofstraße 36 ·       | 22. Apr. 2022  |                       |
|      | Hier wohnte Hugo Lindenberg Jg. 1878 Zwangsarbeit 1935 Vilsen Flucht 1938 Argentinien                                    | Bahnhofstraße 46 ·       | 25. Juni 2020  |                       |
|      | Hier wohnte Meta Lindenberg geb. Karger Jg. 1894 Flucht 1938 Argentinien                                                 | Bahnhofstraße 46 ·       | 25. Juni 2020  |                       |
|      | Hier wohnte Hans Lindenberg Jg. 1871 Zwangsarbeit 1935 Vilsen Flucht 1938 Argentinien                                    | Bahnhofstraße 46 ·       | 25. Juni 2020  |                       |
|      | Hier wohnte Günther Lindenberg geb. Feiler Jg. 1878 Flucht 1938 Argentinien                                              | Bahnhofstraße 46 ·       | 25. Juni 2020  |                       |
|      | Hier wohnte Richard Lindenberg Jg. 1871 Zwangsarbeit 1935 Vilsen Flucht 1936 USA                                         | Bahnhofstraße 53 ·       | 25. Juni 2020  |                       |
|      | Hier wohnte Jenny Lindenberg geb. Feiler Jg. 1878 Flucht 1936 USA                                                        | Bahnhofstraße 53 ·       | 25. Juni 2020  |                       |
|      | Hier wohnte Lotte Lindenberg Jg. 1912 Flucht 1935 USA                                                                    | Bahnhofstraße 53 ·       | 22. Apr. 2022  |                       |